# Associazione Calcio Hellas 1910-1911
Questa pagina raccoglie i dati riguardanti l'Associazione Calcio Hellas nelle competizioni ufficiali della stagione 1910-1911.

## Stagione
La stagione 1910-1911 rappresenta per l'Hellas la prima stagione calcistica della propria storia, nella quale conclude secondo in campionato.

### Torneo FGNI
L'11 maggio, allo Stadium di Torino, l'Hellas partecipa come sezione autonoma della Bentegodi al torneo di calcio organizzato dalla Federazione Ginnastica Nazionale Italiana. L'Hellas gioca 3 partite in un solo giorno (con tempi di 30 minuti l'uno), e in finale batte l'Andrea Doria, conquistando il torneo.

## Rosa
| N. |                   | Ruolo | Calciatore          |
| -- | ----------------- | ----- | ------------------- |
| -  | Italia (bandiera) | P     | Giano Brivio        |
| -  | Italia (bandiera) | P     | Signoroni           |
| -  | Italia (bandiera) | D     | Giulio Guarda       |
| -  | Italia (bandiera) | D     | Guido Guarda        |
| -  | Italia (bandiera) | D     | Carlo Rossi         |
| -  | Italia (bandiera) | D     | Silvio Ruberti      |
| -  | Italia (bandiera) | C     | Alessandro Bascheni |
| -  | Italia (bandiera) | C     | Enrico Benini       |

| N. |                   | Ruolo | Calciatore       |
| -- | ----------------- | ----- | ---------------- |
| -  | Italia (bandiera) | C     | Cavallaro        |
| -  | Italia (bandiera) | C     | Pietro Vigevani  |
| -  | Italia (bandiera) | A     | Barbasetti       |
| -  | Italia (bandiera) | A     | Giovanni Bianchi |
| -  | Italia (bandiera) | A     | Augusto Guarda   |
| -  | Italia (bandiera) | A     | Alessandro Trerè |
| -  | Italia (bandiera) | A     | Carlo Vigevani   |

## Risultati

### Prima Categoria - Sezione veneto-emiliana

#### Girone di andata
| Arbitro: | Livio (Milano) |

|                      |           |                                 |
| Muller 52’ Rauch 80’ | Marcatori | 5’ Benini 26’, 32’, 34’ Bianchi |

| Arbitro: | Scarioni (Milano) |

|  |           |                        |
|  | Marcatori | 82’ Ciscato 89’ Danese |

| Venezia 12 febbraio 1911 3ª giornata | Venezia           | 0 – 1 referto | Hellas | Da Nane in Corte dell'Orso\| Arbitro: \| Camperio (Milano) \| |
| Arbitro:                             | Camperio (Milano) |               |        |                                                               |

#### Girone di ritorno
| Arbitro: | Livio (Milano) |

|                                               |           |              |
| Vigevani 37’ Bascheni 44’, 84’ Barbasetti 74’ | Marcatori | 17’ Bernabéu |

| Arbitro: | Livio (Milano) |

|                                                                                 |           |                                  |
| Sacchi 10’ Adolfo Tonini 15’ Danese 17’, 43’ Ciscato 49’, 71’ Angelo Tonini 74’ | Marcatori | 52’ (aut.) Chiovati 84’ Vigevani |

| Verona 5 marzo 1911 6ª giornata | Hellas | 2 – 0 referto | Venezia | Stadio Marcantonio Bentegodi |

### Torneo FGNI
| Arbitro: | Calì (Genova) |

|                       |           |  |
| Gol · Gol · Gol · Gol | Marcatori |  |

| Torino 11 maggio 1911 Semifinale  | Hellas    | 4 – 0 | Amsicora | Piazza d'armi |
| \| \| \| \| \| \| Marcatori \| \| |           |       |          |               |
|                                   |           |       |          |               |
| Gol · Gol · Gol · Gol             | Marcatori |       |          |               |

| Arbitro: | Bosisio (Milano) |

|                       |           |  |
| G. Guarda 5’ 50’, 56’ | Marcatori |  |

## Statistiche

### Statistiche di squadra
| Competizione    | Punti | In casa | In casa | In casa | In casa | In casa | In casa | In trasferta | In trasferta | In trasferta | In trasferta | In trasferta | In trasferta | Totale | Totale | Totale | Totale | Totale | Totale | DR  |
| Competizione    | Punti | G       | V       | N       | P       | Gf      | Gs      | G            | V            | N            | P            | Gf           | Gs           | G      | V      | N      | P      | Gf     | Gs     | DR  |
| --------------- | ----- | ------- | ------- | ------- | ------- | ------- | ------- | ------------ | ------------ | ------------ | ------------ | ------------ | ------------ | ------ | ------ | ------ | ------ | ------ | ------ | --- |
| Prima Categoria | 8     | 3       | 2       | 0       | 1       | 6       | 3       | 3            | 2            | 0            | 1            | 7            | 10           | 6      | 4      | 0      | 2      | 13     | 12     | +1  |
| Torneo FGNI     | -     | -       | -       | -       | -       | -       | -       | -            | -            | -            | -            | -            | -            | 3      | 3      | 0      | 0      | 11     | 0      | +11 |
| Totale          | 8     | 3       | 2       | 0       | 1       | 6       | 3       | 3            | 2            | 0            | 1            | 7            | 10           | 9      | 7      | 0      | 2      | 24     | 12     | +12 |

### Statistiche dei giocatori
| Giocatore   | Prima Categoria | Prima Categoria | Torneo FGNI | Torneo FGNI | Totale   | Totale |
| Giocatore   | Presenze        | Reti            | Presenze    | Reti        | Presenze | Reti   |
| ----------- | --------------- | --------------- | ----------- | ----------- | -------- | ------ |
| Barbasetti  | 4               | 1               | 1+          | 0+          | 5+       | 1+     |
| A. Bascheni | 4               | 2               | 1+          | 0+          | 5+       | 2+     |
| E. Benini   | 5               | 1               | -           | -           | 5        | 1      |
| G. Bianchi  | 5               | 3               | 1+          | 0+          | 6+       | 3+     |
| G. Brivio   | 5               | -12             | -           | -           | 5        | -12    |
| Cavallaro   | 4               | 0               | 1+          | 0+          | 5+       | 0+     |
| P. Ferrari  | 5               | 0               | 1+          | 0+          | 6+       | 0+     |
| A. Guarda   | 2               | 0               | 1+          | 0+          | 3+       | 0+     |
| G. Guarda   | 5               | 0               | 1+          | 1+          | 6+       | 1+     |
| C. Rossi    | -               | -               | 1+          | 0+          | 1+       | 0+     |
| S. Ruberti  | 5               | 0               | -           | -           | 5        | 0      |
| Signoroni   | -               | -               | 1+          | 0           | 1+       | 0      |
| A. Trerè    | 1               | 0               | -           | -           | 1        | 0      |
| C. Vigevani | 5               | 2               | 1+          | 0+          | 6+       | 2+     |
| P. Vigevani | 5               | 0               | 1+          | 0+          | 6+       | 0+     |